# كأس رايدر
كأس رايدر هي بطولة غولف تقام كل سنتين بين فريق يمثل أوروبا وفريق يمثل الولايات المتحدة.أنطلقت البطولة لأول مرة في 1927.